# Scheldejol

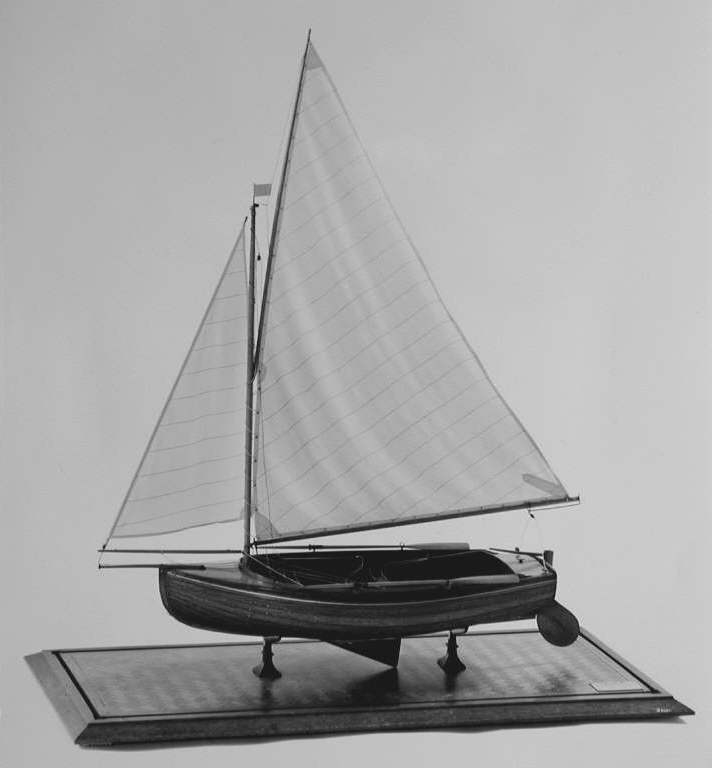
Scheldejol (collectie Het Scheepvaartmuseum

De scheldejol is een type zeilboot, oorspronkelijk afkomstig uit Antwerpen. Het ontwerp van Leopold Standaert was het resultaat van een wedstrijd, uitgeschreven in 1912 door de Royal Yacht Club van België. De opdracht was een universele boot waarmee kon lesgegeven worden, getoerd en wedstrijden gezeild.  
Het is een openzeilboottype, wat betekent dat er geen kajuit of hut aanwezig is. De Scheldejol is 5 meter lang (zonder boegspriet) en 1,90 meter breed, kent een zeiloppervlak van 17,58 m² en is voorzien van houarituig. Dit tuigage onderscheidt zich van een gaffeltuig doordat de gaffel (bovenste rondhout van het grootzeil) strak tegen de mast wordt gehesen. Het grootzeil kon ook worden opgerold zodat het zeiloppervlak bij veel wind werd verminderde. (Reven) 
De fok (voorzeil) wordt op een verstelbare boom gevoerd. Door de verstellijn -die door een beugel aan de top van de boegspriet loopt- van de halshoek te vieren of aan te halen kan de fok te loevert worden getrokken.
De boot werd doorgaans overnaadse mahonie gangen over essen spanten gebouwd. 
De bemanning zit op twee dwars- en twee langsscheepse doften.  
Het ijzeren midzwaard kan met een takel onder de dofte worden opgehaald. Het roer is aangehangen en kan ook makkelijk worden weggenomen. 
De eerste Scheldejol ging bij de scheepswerf De Wachter in Boom / Noeveren te water in 1913. Deze eenheidsklasse werd ontzettend populair, hele vloten namen deel aan wedstrijden op de Schelde. Scheldejollen werden tot de jaren 1950 zowel in Nederland als België gebouwd. 